# عبدالله نور کاسکای
عبدالله نور کاسکای (به انگلیسی: Abdullah Nur Kaskai) در پاکستان است که در مناطق قبیله‌ای فدرال واقع شده‌است.